# كوم الحجر (قرية)
كوم الحجر، قرية رئيسية تابعة لمركز الحامول التابع لمحافظة كفر الشيخ في جمهورية مصر العربية.

## التقسيم الإداري
كوم الحجر عاصمة الوحدة المحلية، ويتبعها قريتان رئيسيتان، هم:
- الأبعادية البحرية
- البنا وعزبها

## السكان
بلغ عدد سكان كوم الحجر 24,121 نسمة، حسب الإحصاء الرسمي لعام 2006.